# Destin
Pour les articles homonymes, voir Destin (homonymie).
 (juin 2021).
Si vous disposez d'ouvrages ou d'articles de référence ou si vous connaissez des sites web de qualité traitant du thème abordé ici, merci de compléter l'article en donnant les références utiles à sa vérifiabilité et en les liant à la section « Notes et références ».

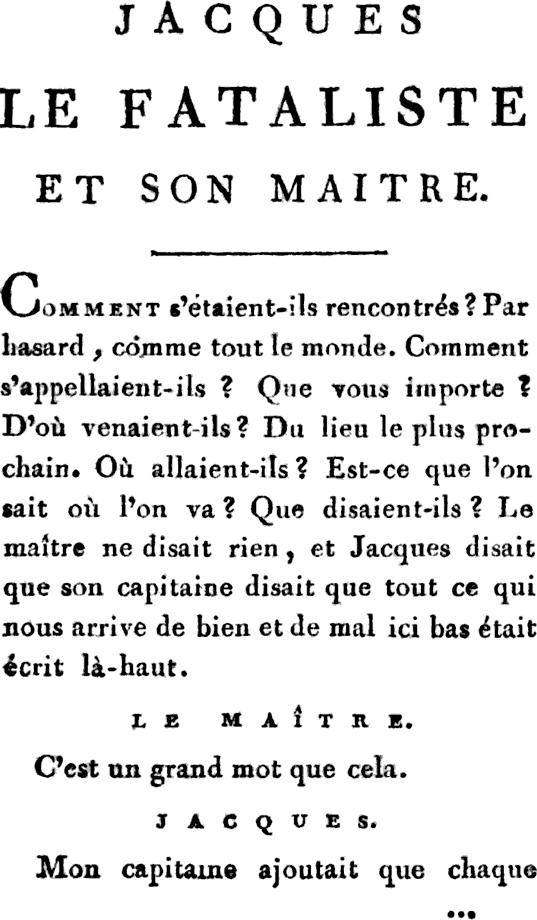
« Jacques disait que son capitaine disait que tout ce qui nous arrive de bien et de mal ici-bas était écrit là-haut. » Incipit de Jacques le fataliste (1796) de Diderot.

Le destin désigne une puissance supérieure à la volonté humaine qui régirait le cours des événements,. L'existence du destin présuppose que l'histoire à venir d'un individu, d'une société, de l'humanité tout entière ou encore de l'univers serait déjà écrite et ne pourrait être modifiée par l'homme. Les formes que l'on a attribuées à cette puissance sont extrêmement variées : divinité transcendante ou immanente dans les conceptions finalistes du monde, raison interne à la nature ou conséquence des lois physiques dans les conceptions stoïciennes ou déterministes.

## Mythologies et représentations artistiques

### Mythes

#### Mythologie mésopotamienne
Dans la Mésopotamie ancienne apparaît l'idée selon laquelle le destin serait un écrit. Il s'agit, en l’occurrence, de la "tablette-aux-destins" rédigée en cunéiformes et marquée de sceaux officiels. Elle fait l'objet de la convoitise de plusieurs divinités.

#### Mythologie germanique

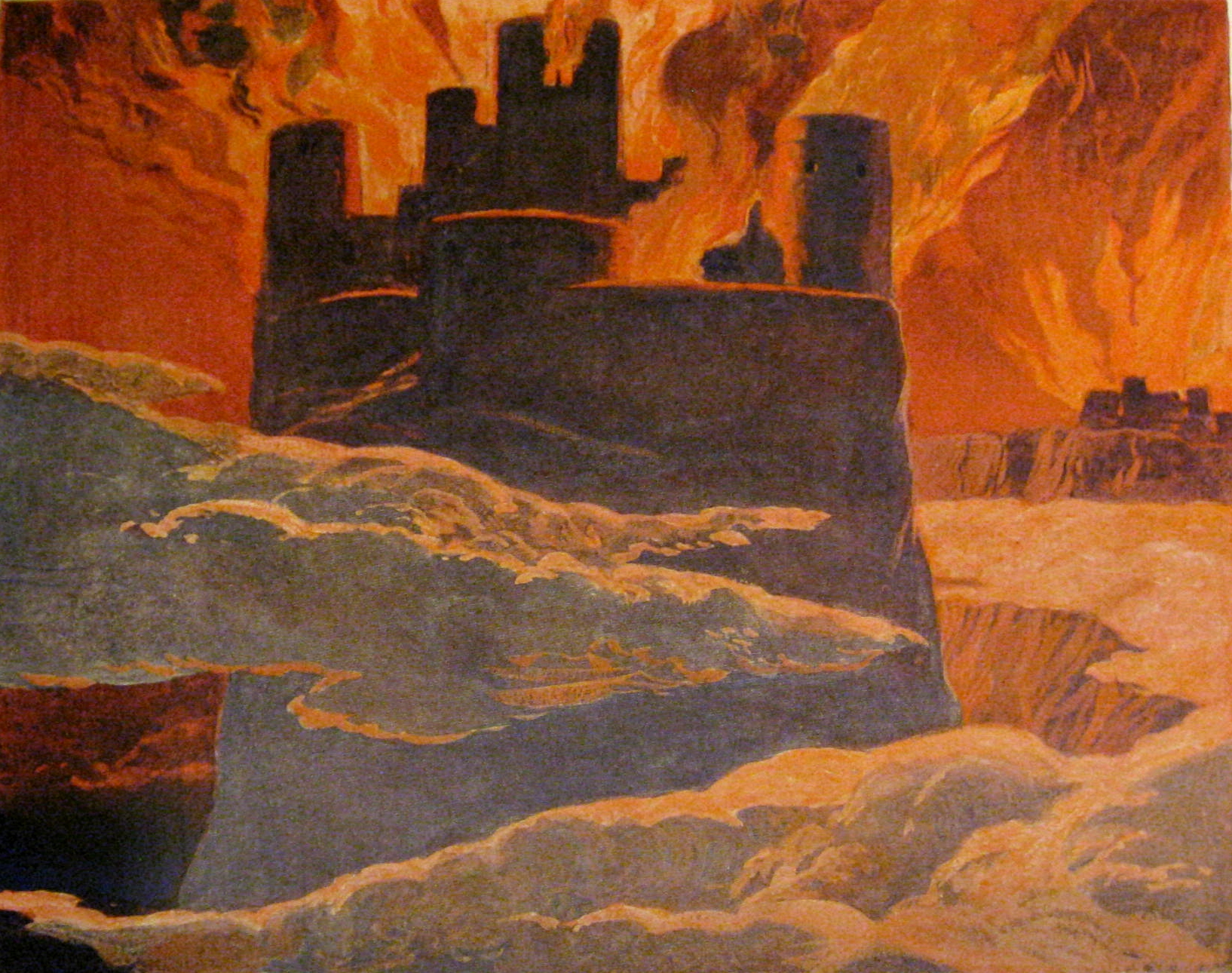
"Le Ragnarök" par Emil Doepler (vers 1905)

Dans les plus anciennes conceptions indo-européennes, le destin est lié aux cycles temporels. C'est ce qui ressort également de la conception scandinave du « crépuscule des dieux », vieil-islandais ragna rǫcr « destin des dieux » et de la désignation germanique du destin par le terme *wurdi- « ce qui tourne ». Les dieux eux-mêmes ont un destin.
Dans la société héroïque plus tardive, apparaissent les notions de destin individuel et de destin choisi tels celui des héros Achille, Siegfried ou Cúchulainn par opposition au destin subi d'Œdipe.

#### Mythologie grecque et romaine
Pour Hésiode, le Destin, ou Destinée, est une divinité aveugle, inexorable, issue de la nuit et du chaos. Toutes les autres divinités lui étaient soumises. Les cieux, la terre, la mer et les enfers étaient sous son empire : rien ne pouvait changer ce qu'il avait résolu ; en un mot, le Destin était lui-même cette fatalité suivant laquelle tout arrivait dans le monde. Même le plus puissant des dieux, Jupiter, ne pouvait fléchir le Destin en faveur ni des dieux, ni des hommes.
Les lois du Destin étaient écrites de toute éternité dans un lieu où les dieux pouvaient les consulter. Ses ministres étaient les trois Parques : elles étaient chargées d'exécuter ses ordres.
On le représente ayant sous ses pieds le globe terrestre et tenant dans ses mains l'urne qui renferme le sort des mortels. Il porte une couronne surmontée d'étoiles et un sceptre, symbole de sa souveraine puissance. Pour faire entendre qu'il ne variait pas, les anciens le figuraient par une roue que fixe une chaîne. Il y a, en haut de la roue, une grosse pierre et, en bas, deux cornes d'abondance avec des pointes de javelot.
Dans l'Iliade d'Homère, les destinées d'Achille et d'Hector sont pesées dans la balance de Jupiter et, comme celle du dernier l'emporte, sa mort est arrêtée : Apollon lui retire l'appui qu'il lui avait accordé jusqu'alors.
Ce sont les aveugles arrêts du Destin qui ont rendu coupables tant de mortels, malgré leur désir de rester vertueux : dans Eschyle, par exemple, Agamemnon, Clytemnestre, Jocaste, Œdipe, Étéocle, Polynice, etc., ne peuvent se soustraire à leur destinée.
Les oracles seuls pouvaient entrevoir et révéler ici-bas ce qui était écrit au livre du Destin.

### Arts
Le thème du Destin, et plus particulièrement celui des tentatives désespérées de l'homme pour y échapper, a inspiré nombre d'œuvres artistiques à travers les âges.

#### Littérature
Les héros victimes du destin ont servi de matière à l'épopée et à la tragédie grecque. Les auteurs latins, tels que Virgile dans l'Énéide et Ovide dans ses Métamorphoses, ont aussi traité du caractère inéluctable du destin. La littérature européenne moderne, notamment le théâtre, a hérité de ces thèmes, la principale différence entre le drame et la tragédie est l'absence ou la présence du destin.

#### Beaux-arts
En peinture, la question du destin est fréquemment traitée à partir de la figure d'Œdipe ou de celle des trois Parques.

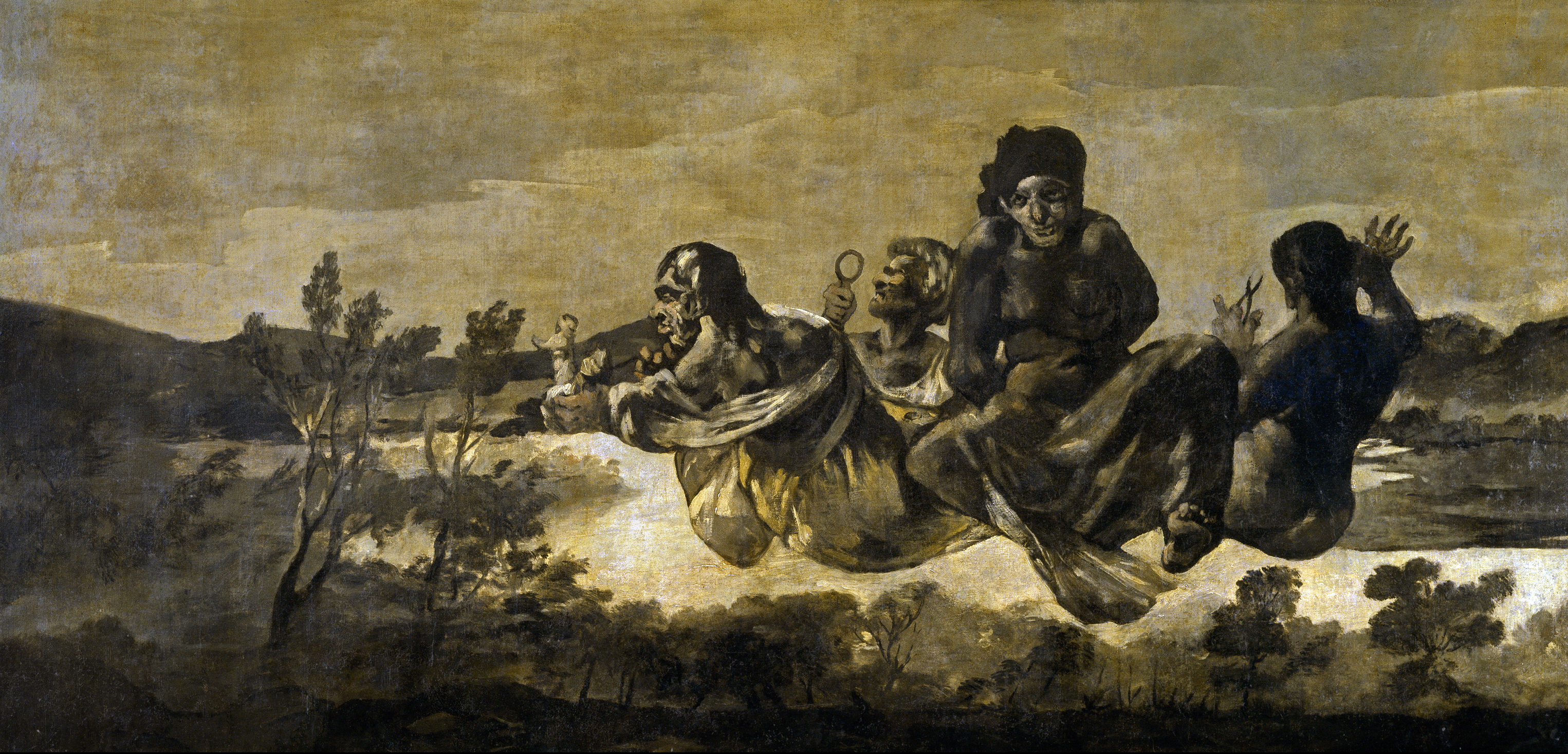
Les Moires, par Goya, 1820-1823, Musée du Prado (Madrid).

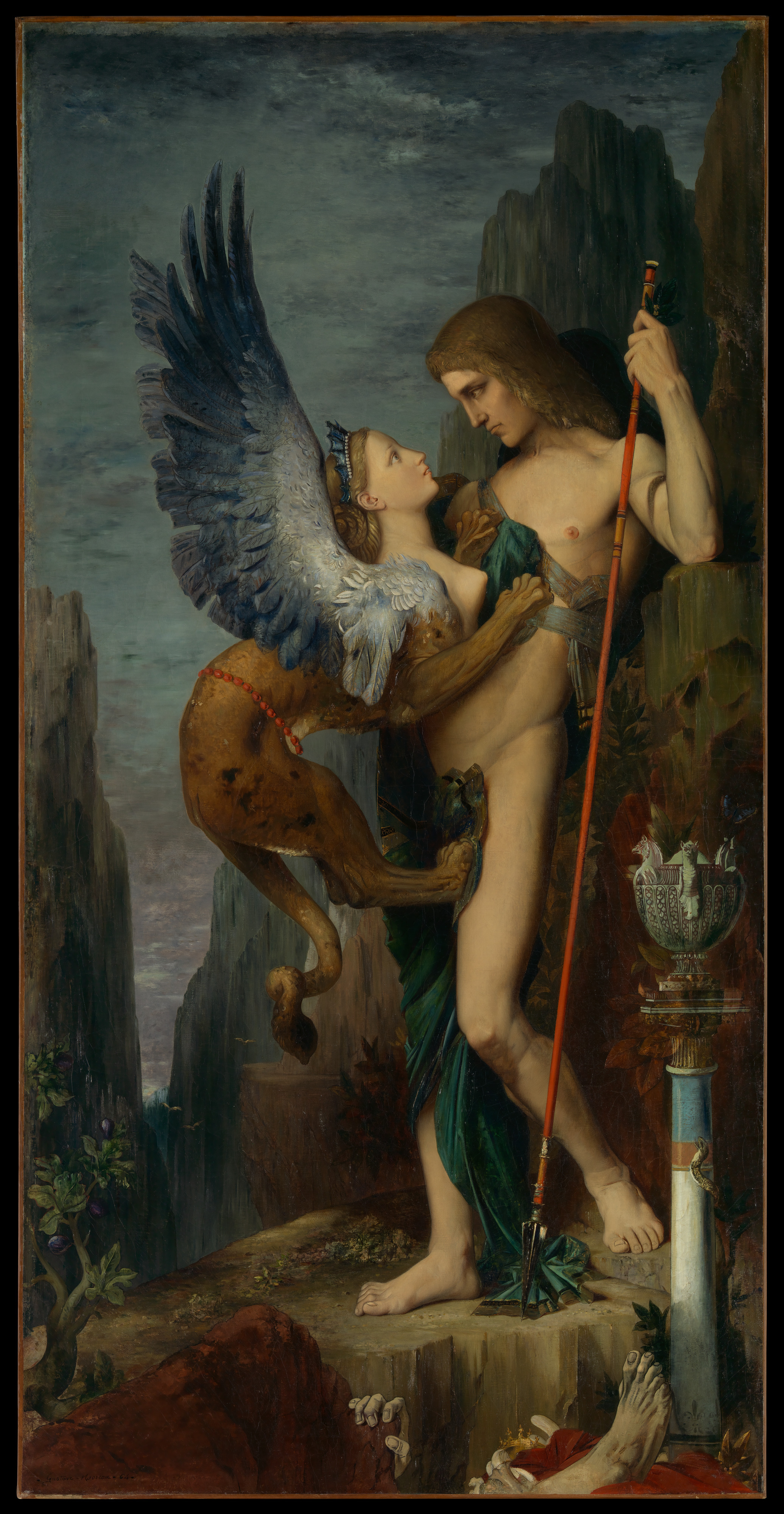
Œdipe et le Sphinx (1864), New York, Metropolitan Museum of Art.

## Philosophie
Le Dictionnaire des Concepts définit ainsi le Destin : « Force de ce qui arrive et qui semble nous être imposé sans qu'aucune de nos actions n'y puisse rien changer ». Cette idée correspond à une option philosophique fondamentale selon laquelle un seul cours des événements serait possible. Plusieurs doctrines ont donné corps à cette thèse, elles définissent, de cette façon, autant de rapports possibles du sujet à son histoire.

### Le fatalisme logique de l'école de Mégare
L’école mégarique a développé une doctrine que l'on peut qualifier de fatalisme logique. Celle-ci introduit l’idée d’une nécessité du cours événements, nécessité comprise au sens modal, et non seulement comme une force supérieure contraignante, comme cela était le cas dans la langue poétique et dans les représentations mythologiques du destin. Diodore Kronos, avec son « argument dominateur », réduit la notion de possible à ce qui est ou sera effectivement, dès lors il n'existe qu'un seul cours possible des événements qui, lorsqu'il est réalisé, s'avère nécessaire, sa négation étant impossible.

### Épicure critique du "destin des physiciens"
Épicure dans la Lettre à Ménécée (134) critique une autre conception du fatalisme qu'il appelle le « destin des physiciens » et qu'il juge pire que les superstitions mythologiques. Un fragment de son De la Nature (34, 26-30) montre qu'il dénonce par là une dérive de la physique démocritéenne (dont il se réclame par ailleurs) qui consiste à nier l’idée de responsabilité en affirmant que nos choix découlent du mouvement des atomes qui nous composent. Cette conclusion, pour Épicure sape les fondements de l’éthique et de la tranquillité de l’âme.

### Le destin chez les Stoïciens

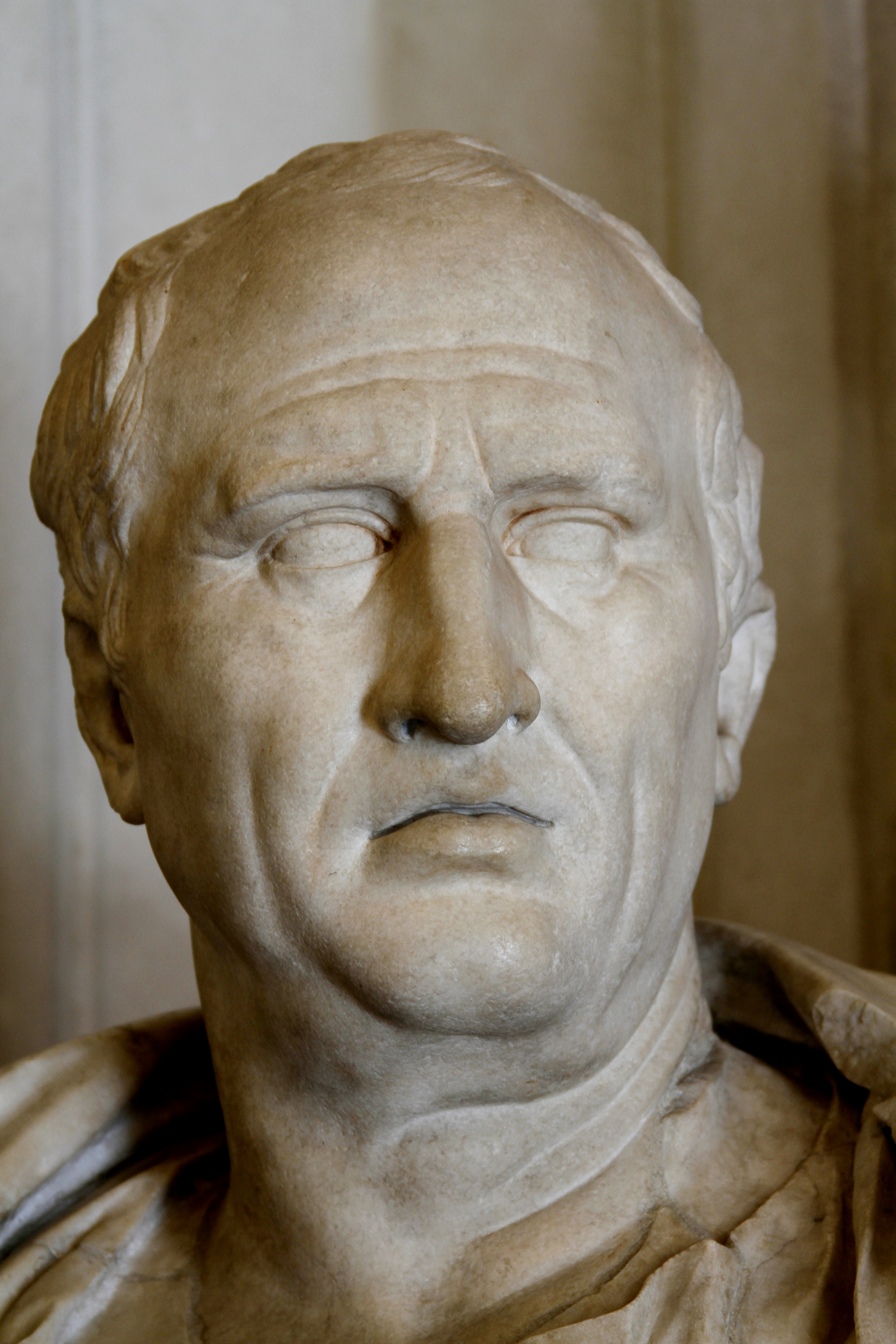
Cicéron (106 av. J.-C ; 43 av. J.-C)

Le fatum stoicum n’est pas une puissance irrationnelle, mais l’expression de l’ordre imprimé par la Raison — le Logos — à l’univers. Cicéron le définit ainsi dans son traité De la divination :

« J'appelle destin (fatum) ce que les Grecs appellent heimarménè, c'est-à-dire l'ordre et la série des causes, quand une cause liée à une autre produit d'elle-même un effet. (…) On comprend dès lors que le destin n'est pas ce qu'entend la superstition, mais ce que dit la science, à savoir la cause éternelle des choses, en vertu de laquelle les faits passés sont arrivés, les présents arrivent et les futurs doivent arriver. »

### Le destin dans le matérialisme moderne
Le « fatalisme moderne » désigne des penseurs matérialistes, tels que La Mettrie et d'Holbach, qui soutiennent que tous les événements découlent nécessairement de la somme des causes physiques qui les ont précédés. Une telle conception s'apparente, plutôt qu'au destin, à ce que l'on a appelé, à partir du XIXe siècle, le déterminisme.

### Nietzsche et l'amor fati
Nietzsche évoque également le destin sous le concept d'amor fati dans Ecce Homo dans lequel il soutient notamment que l'homme ne doit pas accepter l'inéluctable passivement, ou se résigner au fatalisme mais doit plutôt accueillir le cours des évènements auquel il a participé en dehors de toutes considérations idéalistes, morales et religieuses afin de se surpasser.

## Religion

### Christianisme

#### Catholicisme
L'Église catholique ne croit pas au destin. Elle considère que la personne est libre et donc responsable de ses actes, responsable de son salut, de sa fin dernière. Elle croit que Dieu peut intervenir pour le bien des personnes par l'intervention de sa Providence, mais jamais pour le mal.

#### Théologie orthodoxe et catholique orientale
Dans la théologie orthodoxe et catholique orientale, la théosis (divinisation ou déification) est l’appel de l’homme à rechercher le salut par l’union avec Dieu, la divinisation de la matière et la disparition du péché. Le salut est obtenu par la divinisation de l'homme. Cette "divinisation", rendue possible par la participation de la personne humaine aux énergies divines et déifiantes de la Sainte Trinité, avec le libre arbitre, un effort soutenu tendu vers la pratique des commandements et des vertus évangéliques. Bien que Dieu respecte le libre arbitre de l'homme et attende de lui des signes d'amour et une "coopération" (συνέργεια) de sa volonté, l'homme ne saurait rapporter les fruits des dons de la grâce à son seul labeur personnel.

#### Calvinisme
Dans la deuxième édition de l'Institution de la religion chrétienne, parue en 1539, le théologien réformé Jean Calvin consacre un chapitre entier à la prédestination. Ce texte est complété par deux traités spécifiques, De la prédestination éternelle de Dieu (1552) et La congrégation sur l'élection éternelle (1562). La doctrine calviniste considère ainsi la foi (un don de liberté reçu de Dieu) nécessaire au salut et les œuvres comme étant le fruit de la foi reçue. Sauvé par la Grâce, pour servir, aimer et témoigner, le salut résulte d'une prédestination, non par un destin aveugle, mais par un Dieu d'amour. Le calvinisme afrikaner s'est servi de la théorie de la prédestination pour justifier l'apartheid en Afrique du Sud et l'esclavage dans les États du Sud des États-Unis.

#### Arminianisme
Au début du XVIIe siècle, le théologien hollandais Jacobus Arminius formule l'arminianisme et se met en désaccord par rapport à Calvin notamment sur l'élection et la prédestination. L'arminianisme fait notamment appel à la providence divine limitée. Ce mode de providence affirme en effet la compatibilité entre le libre arbitre humain et la préscience divine, mais son incompatibilité avec le déterminisme divin. Ainsi la prédestination dans l'arminianisme est fondée sur la préscience divine à l'inverse du calvinisme. Il s'agit donc de prédestination par préscience. Dans cette perspective, on parle d'élection conditionnelle à la foi. Une partie importante des protestants et des évangéliques soutient cette position.

### Islam
Dans la religion musulmane, la foi en l'existence du destin - qu'il implique un bien ou un mal - est un des six axiomes de la foi islamique. Ainsi, on ne peut être musulman(e) si l'on ne croit pas au destin. Appelé aussi Qadar, le destin ne s'oppose pas au libre arbitre. Car le destin concerne l'avenir de l'homme et le libre arbitre, son présent. Ce destin est le fruit des choix faits dans le présent. Chaque homme a toujours la possibilité de modifier son destin grâce au libre arbitre.

### Religions orientales
Les religions orientales n'ayant pas la notion d'un dieu créateur conçoivent une sorte de destin (idée de "roue du destin", temps qui se répète sans fin), lequel préside notamment aux réincarnations. Dans le bouddhisme, on ne parle pas, traditionnellement, d'individualité, de liberté, de responsabilité individuelle, mais de Voie, de prise de conscience de l'illusion de la subjectivité, d'illumination pour échapper à la réincarnation. Le samsâra, notion dont la base est commune à l'hindouisme, forme un cycle de vies qui s'enchaînent selon un déterminisme causal. En ce sens, l'Orient retrouve à sa façon l'idée de destin.

## Sciences

### Destin ou déterminisme?

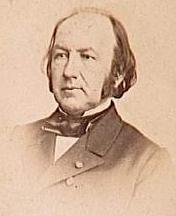
Claude Bernard (1813-1878) a introduit le terme "déterminisme" dans le vocabulaire scientifique.

La notion de déterminisme est régulièrement mise en relation avec l'idée de destin, tantôt pour les rapprocher, tantôt pour les opposer. Le déterminisme a été posé par Cl. Bernard comme un des principes fondamentaux de l'étude scientifique expérimentale de la nature. Il énonce que chaque événement est produit de façon nécessaire par les événements qui l'ont précédé, les mêmes causes produisant les mêmes effets. Ainsi, le déterminisme introduit bien une dimension de nécessité dans ce qui advient, mais celle-ci est conditionnée par ce qui s'est passé et non pas absolue, alors que le destin pour sa part impliquerait que, quoi que l'on fasse, les choses se produisent comme il était écrit qu'elles devaient advenir. Le déterminisme, à l'inverse du fatalisme, nous donnerait, de cette façon, un certain contrôle sur les événements par l'intermédiaire de la connaissance qui nous dévoile leurs mécanismes (il s'agit du fondement de la position compatibiliste). Il faut noter, toutefois, que cette distinction déterminisme/destin n'est pas valable pour la conception stoïcienne du destin qui le définit en termes de « série des causes » et d'événements « confataux » (l'effet doit nécessairement arriver parce que sa cause devait nécessairement arriver).
Le déterminisme peut néanmoins, lui aussi, conduire à la négation de la liberté humaine, et se rapprocher ainsi de certaines conceptions du destin, lorsqu'il est appliqué à l'ensemble de l'univers, comme l'a fait Pierre-Simon de Laplace dans son Essai philosophique sur les probabilités. Il y imagine qu'une intelligence connaissant la position et la vitesse de tous les corps présents dans le monde, à un instant donné, pourrait calculer avec certitude tous les événements passés et futurs. Il subsiste néanmoins une différence entre cette thèse et l'idée de destin : dans le déterminisme universel, le cours des événements n'est rien d'autre que la résultante des mécanismes causaux de la nature, alors que l'idée de destin suppose que cet ordre des événements préexiste à la succession des causes qui vont le réaliser. Cette distinction entre déterminisme et destin reste valable pour le stoïcisme, puisque dans celui-ci le destin, en tant que du Logos, préexiste à la « série des causes » qui le fait advenir. En cela, le stoïcisme reste une théorie du destin et non un déterminisme.

### Autres rapprochements avec des concepts scientifiques
Plusieurs autres théories ou concepts scientifiques ont pu être rapprochés de l'idée de destin, notamment, dans les sciences naturelles, ceux qui décrivent l'évolution globale de l'univers. Celle-ci a pu être envisagée tantôt, de façon pessimiste, selon un mouvement général de dégradation de l'information (entropie), aboutissant progressivement au chaos, soit, au contraire, de façon optimiste comme un long processus d'organisation du chaos aboutissant à des formes de plus en plus complexes (c'est par exemple celle de certains représentants du darwinisme, de la théorie des systèmes dissipatifs).
Dans les sciences économiques et sociales inspirées par la philosophie de l'histoire, le marxisme notamment, on trouve une transposition de la phylogénèse physique : les sociétés sont considérées comme soumises à des transformations qui les font passer par un certain nombre d'étapes auxquelles elles ne peuvent échapper et qu'il est possible de prévoir. Les partis révolutionnaires ont pour mission de favoriser ou de forcer l'avènement du dernier stade d'une société parfaite appelée le socialisme. Pierre Bouretz recense l'émergence de beaucoup de ces constructions idéologiques dans Témoins du futur. Philosophie et messianisme ne sont pas une transposition aux sociétés de la phylogénèse physique, mais un messianisme sécularisé par des penseurs juifs, à la suite du mouvement de l'émancipation. De fait, Raymond Aron ou Max Weber avaient remarqué le même processus de formation de l'utopie économique à l'occasion du mouvement de la Réforme.
Dans beaucoup de conceptions traditionnelles de la nature et des sociétés, on trouve des conceptions de l'univers qui n'envisagent que la permanence d'un monde immuable, à l'intérieur duquel les sociétés humaines doivent trouver un équilibre.

### Sources
- (en) Roger E. Olson, « Calvinism and Arminianism Compared », sur Roger E. Olson: My evangelical, Arminian theological musings, Patheos, 2018 (consulté le 6 juin 2021).
- H. Orton Wiley et Paul T. Culbertson, Introduction à la théologie Chrétienne, Kansas City, MO, Imprimé pour Éditions Foi Et Sainteté par Beacon Hill Press, 1991 (lire en ligne).

#### Mythologie
- Eschyle, Tragédies, lire en ligne.
- Euripide, Tragédies, lire en ligne.
- Hésiode, Théogonie, lire en ligne.
- Homère, Iliade, Odysée, Hymnes homériques, lire en ligne.
- Ovide, Métamorphoses, lire en ligne.
- Virgile, Énéide, lire en ligne.
- Sophocle, Tragédies, lire en ligne.
- Régis Boyer (trad.  de l'islandais), Edda poétique, Paris, Fayard, 1992, 685 p.   (ISBN 2-213-02725-0)
- Régis Boyer, Mythes et religions scandinaves, Paris, Riveneuve éditions, 2012, 604 p.   (ISBN 978-2-36013-094-8)
- Jean Haudry, Enéide [archive], Revue des Études latines, 95, 2018, p.99-124
- J.-L. Le Quellec et B. Sergent, Dictionnaire critique de mythologie, Paris, CNRS éditions, 2017.

#### Philosophie
- Michel Blay, Dictionnaire des concepts philosophiques, Paris, Larousse, 2013, 880 p. (ISBN 978-2-03-585007-2).
- Émile Bréhier, Chrysippe et l'ancien stoïcisme, P.U.F., Paris, 1951
- Cicéron, Traité du destin, trad. É. Bréhier revue par P. Aubenque, in Les Stoïciens, Éditions Gallimard, Bibliothèque de la Pléiade, Paris, 1983 (1re éd. 1962) ; Traité du destin, trad. A. Yon, Les Belles Lettres, Paris, 1923 ; De la divination, trad. G. Freyburger et J. Scheid, Les Belles Lettres, Paris, 1992
- Paul Thiry baron d'Holbach, Système de la nature ou des lois du monde physique et du monde moral, Paris, 1821.
- Diogène Laërce, Vies, doctrines et sentences des philosophes illustres [détail des éditions]
- Épictète, Entretiens et Manuel, lire en ligne.
- André Lalande, Vocabulaire technique et critique de la philosophie, t. I, Presses universitaires de France, 1999  (ISBN 2-13-044512-8, 978-2-13-044512-8 et 2-13-044513-6), (OCLC 42841469).
- A. Long et David N. Sedley, Les philosophes hellénistiques, 3 tomes, éd. par Anthony (1986), trad. J. Brunschwig et P. Pellegrin, Garnier-Flammarion, 2001.
- Lucrèce, De la nature. De natura rerum, trad. J. Kany-Turpin, Garnier-Flammarion, Paris, 1998.
- Friedrich Nietzsche, Ecce Homo (1888), lire en ligne.
- Jules Vuillemin, Nécessité ou contingence. L'aporie de Diodore et les systèmes philosophiques, avec un index des citations, des matières et des noms propres. Paris, Les Éditions de Minuit, collection "Le sens commun", 1984 (nouvelle édition 2018).

#### Divers
- Denis Diderot, Jacques le Fataliste et son maître, Gallimard, Paris, 1973 ; Supplément au Voyage de Bougainville, Droz, Genève, 1955.
- Le Moulin de Pologne de Jean Giono
- George Bălan, Le destin, Éditions Musicosophia
- Marcel Conche, Temps et destin, Éditions Puf
- Imre Kertész, Être sans destin, Poche 10/18
- Søren Kierkegaard, Du concept d’angoisse (1844), traduit du danois par P.-H. Tisseau. Introduction de Jean Wahl, Paris, Gallimard, « Folio Essais », 1977,  (ISBN 2-07-035369-9).
- Jean-Paul Sartre, L'Être et le Néant (1943), Gallimard, Paris, 1994.
- Nouvelle Revue de Psychanalyse, no 30, 1984, Le destin. Éditions Gallimard

### Filmographie
- Vision d'Escaflowne est un anime japonais, dont la maîtrise du destin est l'une des intrigues.
- Lost : Les Disparus, une série télévisée où un avion s'écrase sur une île perdue dans le Pacifique. Commence pour les survivants une quête initiatique et philosophique, dont l'un des principaux buts est de répondre à la question : Le destin les a-t-il amenés ici ?
- Prédestination
- L'Agence